# Grabówko (Janowo)
Grabówko (deutsch Klein Grabowen, 1938 bis 1945 Kleineppingen) ist ein kleines Dorf in der polnischen Woiwodschaft Ermland-Masuren und gehört zur Gmina Janowo im Powiat Nidzicki (Kreis Neidenburg).

## Geographische Lage
Grabówko liegt in der südwestlichen Mitte der Woiwodschaft Ermland-Masuren, zwei Kilometer nördlich der einstigen deutsch-polnischen Staatsgrenze. Bis zur Kreisstadt Nidzica (deutsch Neidenburg) sind es 13 Kilometer in westlicher Richtung.

## Geschichte
Der vor 1945 aus mehreren kleinen Gehöften bestehende Ort Grabowen – nach 1820 Klein Grabowen genannt – wurde 1437 erstmals erwähnt. 1874 wurde er in den Amtsbezirk Muschaken (polnisch Muszaki) im ostpreußischen Kreis Neidenburg eingegliedert, zu dem er bis 1945 gehörte.
Im Jahre 1910 zählte Klein Grabowen 72 Einwohner. Im Jahre 1933 waren es 67.
Am 3. Juni – amtlich bestätigt am 16. Juli – 1938 wurde Klein Grabowen aus politisch-ideologischen Gründen der Abwehr fremdländisch klingender Ortsnamen in „Kleineppingen“ umbenannt. Die Einwohnerzahl 1939 belief sich auf 62.
1945 wurde Klein Grabowen/Kleineppingen in Kriegsfolge mit dem gesamten südlichen Ostpreußen an Polen überstellt. Der kleine Ort erhielt die polnischen Namensform „Grabówko“ und ist heute eine Ortschaft im Verbund der Landgemeinde Janowo im Powiat Nidzicki (Kreis Neidenburg), bis 1998 der Woiwodschaft Olsztyn, seither der Woiwodschaft Ermland-Masuren zugehörig.

## Kirche
Klein Grabowen resp. Kleineppingen war bis 1945 in die evangelische Kirche Muschaken (polnisch Muszaki), in der Kirchenprovinz Ostpreußen der Kirche der Altpreußischen Union, außerdem in die römisch-katholische Kirche Neidenburg (Nidzica) im Bistum Ermland eingepfarrt.
Heute gehört Grabówko römisch-katholischerseits zur Pfarrei Muszaki im Erzbistum Ermland, evangelischerseits zur Pfarrkirche Nidzica in der Diözese Masuren der Evangelisch-Augsburgischen Kirche in Polen.

## Verkehr
Grabówko liegt südlich der Woiwodschaftsstraße 604 und ist von dort über den Abzweig Muszaki (Muschaken) oder auch den Abzweig Jagarzewo (Jägersdorf) zu erreichen. Ein Bahnanschluss besteht nicht.